# Filippo Ottoni
Filippo Ottoni (* 8. Oktober 1938 in Cellere; † 7. Mai 2023 in Rom) war ein italienischer Drehbuchautor und Film- sowie Synchronregisseur.

## Leben
Ottoni begann als Absolvent der London School of Film Technique in der Filmindustrie Ende der 1960er Jahre als Regieassistent für Romolo Girolami und dann als Drehbuchautor für Mario Bava. 1972 debütierte er als Regisseur mit dem ambitionierten La grande scrofa nera, dem dann aber (mit teilweise langen Pausen zwischen den Filmen) Konfektionsware folgte, wie der in den Vereinigten Staaten gedrehten Die Klugscheißer aus dem Jahr 1986. Seine ungewöhnliche Komödie L'assassino è quello con le scarpe gialle (1995) präsentierte die vier Darsteller der Komikertruppe „Premiata Ditta“ in den Hauptrollen.
Ottoni wirkte kontinuierlich und häufig als Dialogautor und Regisseur für die italienische Synchronisation fremdsprachiger Filme. Er gewann zahlreiche Auszeichnungen für Arbeiten auf diesem Gebiet.

## Filmografie (Auswahl)
- 1971: Im Blutrausch des Satans (Reazione a catena) (nur Drehbuch)
- 1972: La grande scrofa nera
- 1986: Die Klugscheißer (Asilo di polizia) (nur Regie)
- 1987: Stray Days – Heiß auf Liebe (I giorni randagi)
- 1995: L'assassino è quello con le scarpe gialle